# Liste der Monuments historiques in Le Temple (Gironde)
Die Liste der Monuments historiques in Le Temple (Gironde) führt die Monuments historiques in der französischen Gemeinde Le Temple auf.

## Liste der Objekte
| Bezeichnung                   | Beschreibung                             | Standort                        | Kennzeichnung | Schutzstatus | Datum | Bild |
| ----------------------------- | ---------------------------------------- | ------------------------------- | ------------- | ------------ | ----- | ---- |
| Skulptur des heiligen Sauveur | Holz, polychrom gefasst, 17. Jahrhundert | in der Kirche St-Sauveur (Lage) | PM33001390    | Inscrit      | 1980  |      |
| Skulptur des heiligen Rochus  | Holz (?), 16. Jahrhundert                | in der Kirche St-Sauveur (Lage) | PM33001392    | Inscrit      | 1980  |      |
| Glocke                        | Bronze, 1664 gegossen                    | in der Kirche St-Sauveur (Lage) | PM33000825    | Classé       | 1942  |      |
| Zwei Retabel                  | Holz, bemalt, 17. Jahrhundert            | in der Kirche St-Sauveur (Lage) | PM33001391    | Inscrit      | 1980  |      |
| Skulptur des heiligen Clair   | Holz, bemalt, 17. Jahrhundert            | in der Kirche St-Sauveur (Lage) | PM33001484    | Inscrit      | 1981  |      |